# Anyoleth Longas
Anyoleth Jahana Longas Cabrera (Antioquia, 5 de marzo de 2006) es una voleibolista colombiana que juega como central. Su equipo actual es Kazoku No Perú, ascendido a la Liga Nacional Superior de Voleibol del Perú.

## Clubes
| Club           | País | Año    |
| -------------- | ---- | ------ |
| Kazoku No Perú | Perú | 2025 - |

## Palmarés

### Clubes
- 2024:  "Subcampeona", Juegos Nacionales Juveniles con  Antioquia.[2][3]
- 2025:  "Campeona", Liga Nacional Intermedia de Voleibol de Perú con  Kazoku No Perú.

### Selección nacional

#### Categoría Sub-17
- 2023:  "Campeona",  Juegos Escolares Centroamericanos y del Caribe.[4]